# 인드르지흐 마티야시 투른
인드르지흐 마티야시 투른(체코어: Jindřich Matyáš Thurn, 독일어: Heinrich Matthias Graf von Thurn und Valsassina, 스웨덴어: Heinrich Matthias von Thurn, 에스토니아어: Heinrich Matthias von Thurn, 1567년 2월 24일 ~ 1640년 1월 26일)은 보헤미아 왕국의 귀족으로 페르디난트 2세에 맞서 보헤미아 반란을 일으킨 프로테스탄트교 신자이기도 했다. 보헤미아 반란은 30년 전쟁으로 이어졌고, 그는 스웨덴군에서 복무하며 에스토니아 공국에서 거주하게 되었다.

## 보헤미아 반군의 지도자
보헤미아 왕관이 1617년 그에게 넘어갔음에도 불구하고 페르디난트 2세는 보헤미아의 귀족들의 요구를 들어줄 생각이 없었다. 더욱이 그들의 요구는 1619년 페르디난트가 신성 로마 제국의 황제로 선출되는 것을 막지 못했다. 1618년에서야 귀족들은 자신들이 원하는 것을 이룰 수 있었는데 이는 프라하 성에서 트런 백작이 주도가 되어 반란을 일으킨 다음이었다.
반란 이후 트런은 신교도 방어자 13명의 1명으로 보헤미아 귀족들에 의해 선출되었다. 1618년 5월 23일 보헤미아의 신교도가 반란을 일으켰고, 트런이 보헤미아군의 사령관이 되었다. 그의 사령부는 비효율적인 전역들로 두드러졌고, 그의 통제를 넘어선 잘못된 작전 계획으로 황제군이 빠르게 반군을 진압하는데 어려움을 겪게 했다. 그는 팔츠 선제후 프리드리히 5세와 연합했고, 트런 백작은 1620년 백산 전투에서 패배했다.